# New Palmyra Project
New Palmira Project (Nuovo Progetto Palmira), anche noto come #NEWPALMYRA, si propone di ricostruire l'antica città di Palmira  in un ambiente virtuale ed immersivo, basandosi su dati archeologici. Bassel Khartabil, dopo aver dato avvio al progetto con la pubblicazione delle foto scattate a Palmira dal 2005, gli ha fornito un impulso più che decisivo con la creazione dei modelli dell'antica città siriana, resa possibile grazie al supporto di Al Aous Publishers. Nel 2012, Bassel è stato arrestato, e il progetto originario e i files open source, sono andati persi. Barry Threw si è preso carico della direzione del progetto rinominandolo «#NEWPALMYRA» e una comunità di sviluppatori, modellatori ed archeologi ha iniziato a collaborare per modellare, ristabilire e ricreare ex novo le antiche strutture già filmate e fotografate. 
Nel 2015 l'ISIS ha preso possesso della città e ha iniziato un'opera di distruzione del famoso sito archeologico. Alla fine dello stesso anno l'Institute for Digital Archaeology ha iniziato a contribuire al New Palmira Project dotando un gruppo di archeologi di fotocamere 3D e incaricandoli di documentare quelle strutture che l'ISIS potrebbe decidere di distruggere.

## Modelli 3D
Arco di Trionfo
Tra le strutture archeologiche più famose di Palmira figura il monumentale Arco di Trionfo (قوس النصر). Costruito sotto il regno dell'imperatore Settimio Severo (dal 193 al 211) è stato erroneamente identificato con l'arco di Adriano. La struttura fu ristrutturata negli anni trenta del Novecento e fu poi distrutta completamente durante gli eventi bellici del 2015.
Tetrapylon

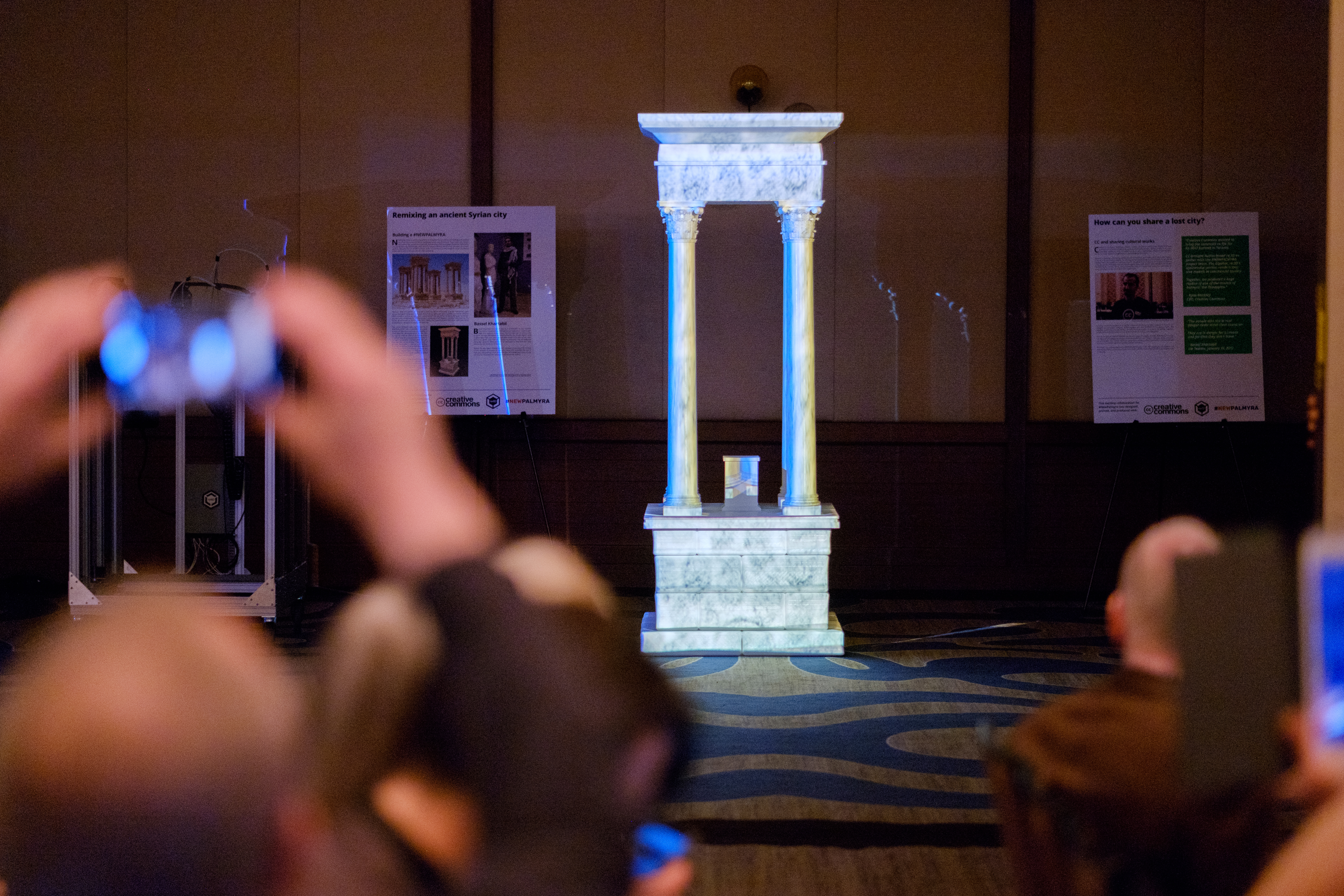
La riproduzione del Tetrapylon esposta nel corso di Wikimania 2017, a Montréal

Il Tetrapylon è un monumento a pianta quadrata delimitato agli angoli da un gruppo di quattro colonne. La costruzione della struttura si inserisce negli interventi operati da Diocleziano alla fine del terzo secolo. Ciascuna colonna presenta una base che originariamente supportava una statua. Le colonne originarie provenivano dall'Egitto ed erano in granito rosa. Di queste solo una è sopravvissuta: le altre, infatti, sono state ristrutturate con cemento. Il monumento è stato nuovamente distrutto dall'ISIS il 20 gennaio 2017.
Tempio di Bel

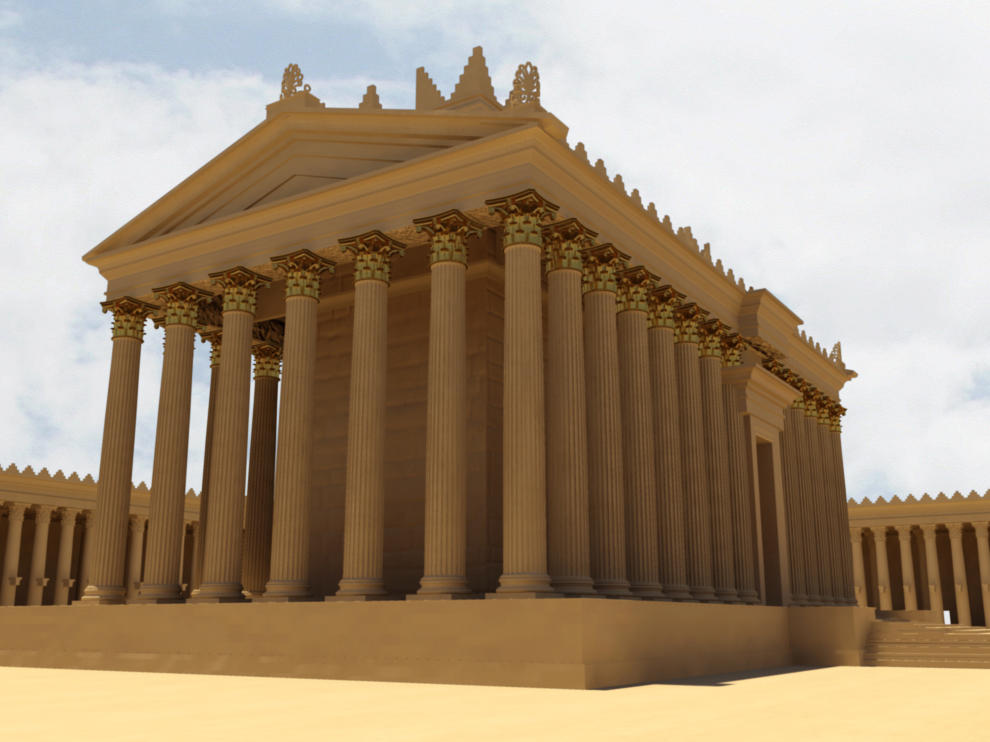
Rendering del tempio di Bel

Quest'antico tempio, dedicato alla divinità mesopotamica Bel, fu costruito nel 32 d.C. Il culto di Bel era presente a Palmira insieme a quelli del dio della luna Aglibol del dio del sole Yarhibol. Le rovine del tempio, prima della loro completa distruzione avvenuta nell'agosto 2015 a causa dell'ISIS, erano tra le meglio conservate presenti a Palmira.
Teatro romano
Il teatro romano di Palmira (المسرح الروماني بتدمر) risale al II secolo d.C. I suoi resti vennero restaurati nel ventesimo secolo ed erano utilizzati come scenario per l'annuale festival di Palmira. Il teatro è stato distrutto dall'ISIS nel maggio 2015.
Tempio di Baal Shamin
Il tempio di Baal Shamin risale al II secolo a.C. ed era dedicato alla divinità del cielo cananea. Il suo altare venne edificato nel 115 d.C., e l'intera struttura venne ricostruita nel 131 d.C. Nel V secolo d.C. il tempio venne riconvertito in una chiesa. Nel 2015 l'edificio venne distrutto dall'ISIS.
Statua di Assad al-Lat
Si tratta della prima statua modellata da #rsssd (Re-Sculpting Syrian Statues Digitally). Nel 2015 l'opera venne distrutta dall'ISIS.

## Ricostruzioni
A partire dai modelli realizzati grazie al progetto è stato possibile costruire una replica in pietra dell'arco di Trionfo dal peso di dodici tonnellate. La riproduzione è stata installata nel 2016 a Trafalgar Square, a Londra, per sensibilizzare il pubblico inglese alle distruzioni avvenute a Palmira. Notevole anche la produzione di piccoli manufatti, esposti nel corso della Biennale di Venezia nel 2016, e la costruzione di un modello riproducente una parte del Tetrapylon, alto circa tre metri e mostrato al pubblico per la prima volta nel corso del Creative Commons Summit dell'aprile 2017.